# Рона-Алпи
Регион Рона-Алпи је бивши регион Француске. Био је други по величини у Француској (после регије Средишњи Пиринеји). Највећи град био је Лион. Регион је носио име по планинском венцу Алпи и реци Рони.

## Администрација
Од 2004—2010. на власти је левичарска коалиција Социјалистичке партије, Комунистичке партије и Зелених. Они укупно имају 94 заступника у Регионалном већу. Коалиција УМП - УДФ - ДВД има 45 заступника, док ултра десна Национални Фронт (ФН) има 18 заступника.

## Економија
Регија Рона-Алпи је друга најбогатија покрајина у Француској (после покрајине Ил-д-Франс). У регији су развијени туризам, пољопривреда и индустрија високе технологије. Од пољопривреде су најпознатији производи локални сиреви, вина и воће. Индустрија је највише развијена у Лиону и Греноблу. Најразвијенији је зимски туризам (нека од најбољих француских скијалишта се налазе у овој регији).

## Географија
Регион се граничи са овим француским регијама: Прованса-Алпи-Азурна обала, Лангдок-Русијон, Оверња и Бургундија-Франш-Конте. На истоку, граничи се са швајцарским кантонима: Во, Вале и Женева. На југу граничи се са италијанским покрајинама: Долина Аосте и Пијемонт.

## Становништво
Ово је друга покрајина у Француској по броју становништва. Годишњи раст становништва је око 0,6%. Градови са највише становника су Лион (1 648 216 становника) и Гренобл (514 559 становника).